# Fabian som Afholdsmand
Fabian som Afholdsmand er en dansk stum komediefilm fra 1910 produceret af Nordisk Films Kompagni. Filmens instruktør er ukendt.
Filmen indgik en en serie af filmfarcer produceret af Nordisk Film med Victor Fabian i hovedrollen.
Filmen blev i tysktalende lande distribueret som Heidepriem als Abstinenzler og i engelsktalende lande som Mr. Fabian becomes a Teetotaller. 

## Handling
Hr. Fabians hustru tvinger ham til at blive afholdsmand, men en dag kommer Fabian forbi det gamle værtshus, hvor han bare skal prøve en lille en. En lille en bliver til flere, og lige pludselig, kan Fabians ben ikke bære ham hjem. Han sover på gaden, hvor har har en drøm, der har en sådan effekt på ham, at han aldrig herefter rører spiritus igen.

## Medvirkende
- Victor Fabian